# Mawrth Vallis
Mawrth Vallis é um vale em Marte localizado a 22.6° latitude norte, 343.5° longitude leste, com uma elevação de aproximadamente dois quilômetros abaixo do datum. Se trata de um antigo canal de escoamento de água com rochas em tons claros ricas em argila.
Mawrth Vallis é um dos vales mais antigos de Marte. Ele se formou e logo foi coberto por camadas rochosas, abaixo do que vem sendo agora exumado.
A região de Mawrth Vallis é de especial interesse devido à presença de minerais de filossilicatos (argila) que se formam apenas na presença de água, identificados pela primeira vez pelo espectrômetro OMEGA a bordo do orbitador Mars Express da Agência Espacial Européia. O espectrômetro CRISM (Compact Reconnaissance Imaging Spectrometer for Mars) da Mars Reconnaissance Orbiter identificou argilas ricas em alumínio e ferro, cada qual em uma distribuíção única. Algumas das argilas descobertas recentemente pela Mars Reconnaissance Orbiter são montmorillonita, caulinita, e nontronita.
Como algumas camadas parecem cobrir áreas baixas e altas, é possível que cinzas vulcânicas tenham se depositado sobre um corpo exposto de água. Na Terra, estes tipos de argila ocorrem em (entre outros ambientes) rochas vulcânicas meteorizadas e sistemas hidrotermais, onde a atividade vulcânica e a água interagem. A Mars Science Laboratory, o próximo Mars rover da NASA, pode ser enviada a Mawrth Vallis.   Minerais argilosos preservam fácilmente vida microscópica na Terra, então talvez vestígios antigos de vida poderiam ser encontrados em Mawrth.